# Sorriso
Sorriso é um município brasileiro no estado de Mato Grosso, Região Centro-Oeste do país. Localiza-se no norte mato-grossense e ocupava uma área de 9 294 km² em 2022. Sua população foi estimada em 110 635 habitantes pelo censo de 2022, quando era o quinto mais populoso do estado. É reconhecido como a Capital Nacional do Agronegócio.

## História
Sorriso se localiza na região central do Mato Grosso, no km 742 da BR-163 (Cuiabá - Santarém), a 398 km de Cuiabá. É fruto de um projeto de colonização privada, que trouxe migrantes da região Sul do Brasil para povoar a localidade.
Foi batizada por um grupo de pioneiros, assentados ao lado do rio Lira. Apesar do trabalho a realizar, ter um sorriso ajudaria. Desta forma o nome transmitia otimismo, alegria e confiança. Tal nome seria um bom incentivo à permanência na labuta diária.
Em dezembro de 1980, Sorriso foi elevada a distrito de Nobres (Mato Grosso), com a instalação da subprefeitura em março de 1982. Foi elevado a município em 13 maio de 1986.
Em outubro de 2023, o Supremo Tribunal Federal (STF) reconheceu a constitucionalidade da lei nº 7.264, de 29 de março de 2000, que determinou a emancipação do distrito de Boa Esperança do Norte com terras desmembradas de Sorriso e Nova Ubiratã. Com isso, o município de Sorriso permanece constituído dos distritos de Caravágio e Primavera, além da sede municipal.

## Economia
Segundo o IBGE 2015, o PIB (Produto Interno Bruto) de Sorriso é o 4° maior do estado e a 13ª maior economia do Centro-Oeste brasileiro. Sua economia tem base no agronegócio, sendo o maior produtor de soja e milho do país. É um dos municípios da chamada fronteira agrícola Amazônica, também conhecida como arco do desflorestamento, em função da intensa atividade predatória para a ampliação de áreas agriculturáveis. A cidade também é o maior produtor de peixes do Brasil: em 2013, foram 21,5 mil toneladas (5.48% do total brasileiro).
Sorriso possui 8.305 empresas. Dentre as maiores, estão Amaggi (2 unidades), Archer Daniels Midland (ADM) (2 unidades), Bertuol (2 unidades), Bunge (3 unidades), Cargill (3 unidades), Caramuru Alimentos, Coacen, Cooavil, Cofco Agri (3 unidades), C-Vale, Fiagril (2 unidades), Glencore, LDC Commodities (2 unidades), Monsanto, Mosaic, Multigrain, Nidera, Noble, Ovetril, Safras Armazéns (2 unidades), Marombi Frangos, Nutribrás e Nativ Pescados. A média salarial na cidade é de 2,6 salários mínimos.
Entre 2013 e 2016, foram lançados 16 loteamentos residenciais, 2 loteamentos industriais e 2 condomínios residenciais de alto padrão. Em 2004, foi inaugurado o Park Shopping Sorriso, com 65 lojas e 2 salas de cinema, uma delas com tecnologia 3D. Sorriso possui 11 agências bancárias: Sicredi, Banco do Brasil, Bradesco, Itaú, Santander, Sicoob, Unicred e Uniprime.

## Infraestrutura
Sorriso é ponto referencial da rodovia BR-163, que, junto com a BR-242, forma um eixo rodoviário de ligação norte/sul/leste/oeste, favorecendo o escoamento da produção.
Em junho de 2016, foi inaugurado o Aeroporto Regional de Sorriso Adolino Bedin, com voos da Azul Linhas Aéreas para Cuiabá:
- de Sorriso para Cuiabá às 7h40, com chegada às 8h50
- de Cuiabá para Sorriso às 10h10, com chegada as 11h25
- de Sorriso para Cuiabá às 22h05, com chegada as 23h15

Estavam em estudo voos com a Passaredo Linhas Aéreas para Brasília e da MAP Linhas Aéreas para Alta Floresta e Manaus.

## Geografia
A vegetação local é de cerrado, arbóreo denso (cerradão), florestas abertas (matas ciliares), sendo que 65% da área do município é coberta por campos cerrados.
A cidade está no meio do cerrado e da Amazônia Legal, desfrutando de riquezas naturais, com ótimas condições climáticas, de relevo, solo e hidrografia.

## Educação
A cidade atende 16 mil estudantes, somados aqueles que frequentam os ensinos básico, fundamental, médio e superior.

### Ensinos básico, fundamental e médio
- Centros Municipais de Educação Infantil (CEMEIs): 12
- Escolas municipais: 22
- Escolas estaduais: 7

### Ensino superior
- Faculdade Centro Matogrossense (FACEM)
- Instituto Federal de Mato Grosso (IFMT)
- Universidade de Cuiabá (UNIC)
- Universidade do Estado de Mato Grosso (UNEMAT)
- UNINTER e UNIP
- UNIASSELVI
- UNOPAR
- Faculdade FASIPE

## Saúde
- Unidades de saúde: 30
- Unidade de pronto atendimento (UPA): 1

### Hospitais
- Público: HRS - Hospital Regional de Sorriso (atende um consórcio 14 municípios na região)
- Privados: Hospital 13 de Maio e Hospital e Maternidade Nossa Senhora de Fátima

## Segurança Pública
- 6ª Delegacia da Polícia Rodoviária Federal
- Gerência do Centro Integrado de Operações Aéreas de Sorriso - CIOPAer
- Polícia Militar - 12° Batalhão de Polícia Militar
- Polícia Civil
- Corpo de Bombeiros Militar - Batalhão de Bombeiros Militar
- Centro de Ressocialização de Sorriso (CRS) - Cadeia pública
- Perícia Oficial e Identificação Técnica de Mato Grosso de Peritos Criminais - POLITEC

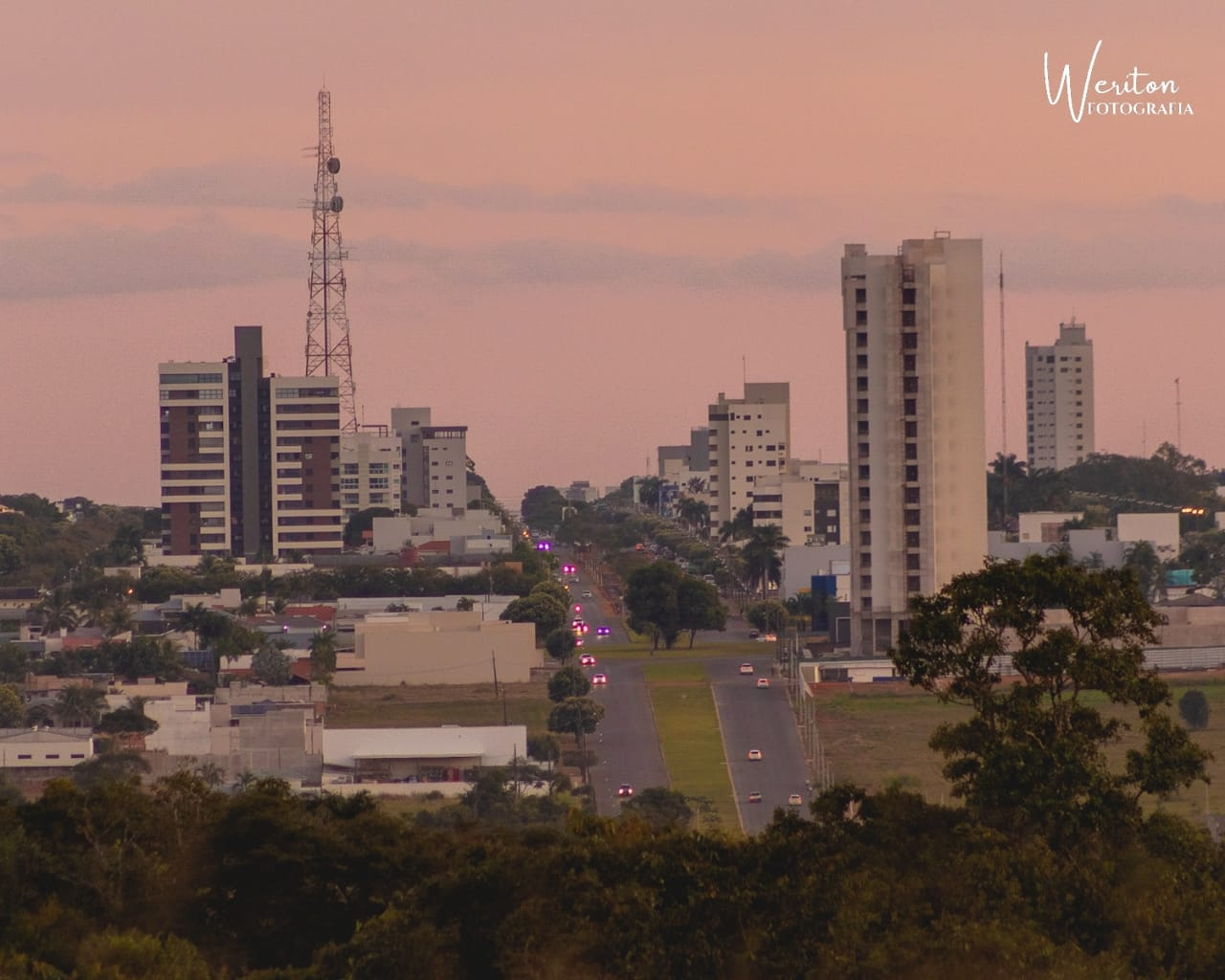
Imagem do Centro de Sorriso

- Guarda Municipal de Trânsito

## População
A maior parte da população de Sorriso tem origem dos estados do Sul, cerca de 80 %, e demais estados cerca de 20 %.
- •1991 - 16.107 habitantes
- •1996 - 26.591 habitantes
- •2000 - 35.605 habitantes
- •2007 - 55.134 habitantes
- •2010 - 66.521 habitantes
- •2012 - 71.190 habitantes
- •2014 - 77.735 habitantes
- •2015 - 80.298 habitantes

Frota de 2015*
| Automóvel         | 17.242 | automóveis       |
| Caminhão          | 2.424  | caminhões        |
| Caminhão trator   | 1.860  | caminhões Trator |
| Caminhonete       | 7.258  | caminhonetes     |
| Camioneta         | 1.140  | camionetas       |
| Micro-ônibus      | 82     | micro-ônibus     |
| Motocicleta       | 13.502 | motocicletas     |
| Motoneta          | 7.435  | motonetas        |
| Ônibus            | 188    | ônibus           |
| Outros            | 4.567  | veículos         |
| Total de Veículos | 56.314 | veículos         |

#### Produção Municipal
Agricultura 2015*
| Feijão (em grão)                       | 44.250    | hectares  |
| Mandioca                               | 150       | hectares  |
| Melancia                               | 120       | hectares  |
| Milho (em grão)                        | 396.950   | hectares  |
| Milho (em grão) - Quantidade produzida | 2.619.690 | toneladas |
| Milho (em grão) - Valor da produção    | 623.198   | mil reais |
| Soja (em grão)                         | 625.900   | hectares  |
| Soja (em grão) - Quantidade produzida  | 1.951.710 | toneladas |
| Soja (em grão) - Valor da produção     | 1.689.638 | mil reais |

Pecuária 2015*
| Aquicultura - Alevinos - produção - quantidade                                          | 7.000      | Milheiros  |
| Aquicultura - Jatuarana, piabanha e piracanjuba - produção - quantidade                 | 45.000     | kg         |
| Aquicultura - Matrinxã - produção - quantidade                                          | 100.000    | kg         |
| Aquicultura - Pacu e patinga - produção - quantidade                                    | 1.550.000  | kg         |
| Aquicultura - Pintado, cachara, cachapira e pintachara, surubim - produção - quantidade | 2.712.014  | kg         |
| Aquicultura - Pirapitinga - produção - quantidade                                       | 700.000    | kg         |
| Aquicultura - Tambacu, tambatinga - produção - quantidade                               | 2.410.881  | kg         |
| Aquicultura - Tambaqui - produção - quantidade                                          | 1.915.310  | kg         |
| Aquicultura - Tilápia - produção - quantidade                                           | 1.216.600  | kg         |
| Bovino - efetivo dos rebanhos                                                           | 50.100     | Cabeças    |
| Bubalino - efetivo dos rebanhos                                                         | 61         | Cabeças    |
| Caprino - efetivo dos rebanhos                                                          | 741        | Cabeças    |
| Equino - efetivo dos rebanhos                                                           | 1.321      | Cabeças    |
| Galináceos - total - efetivo de rebanhos                                                | 10.068.972 | Cabeças    |
| Leite de vaca - produção - quantidade                                                   | 3.256      | Mil litros |
| Mel de abelha - produção - quantidade                                                   | 9.404      | kg         |
| Ovino - efetivo dos rebanhos                                                            | 10.207     | Cabeças    |
| Suíno - total - efetivo dos rebanhos                                                    | 538.367    | Cabeças    |

## Turismo e Cultura
Localizado no Distrito de Boa Esperança (140 km da sede do Município), o Salto Magessi do Rio Teles Pires é um lugar aprazível. por sua beleza exuberante, o local enche os olhos dos turistas.

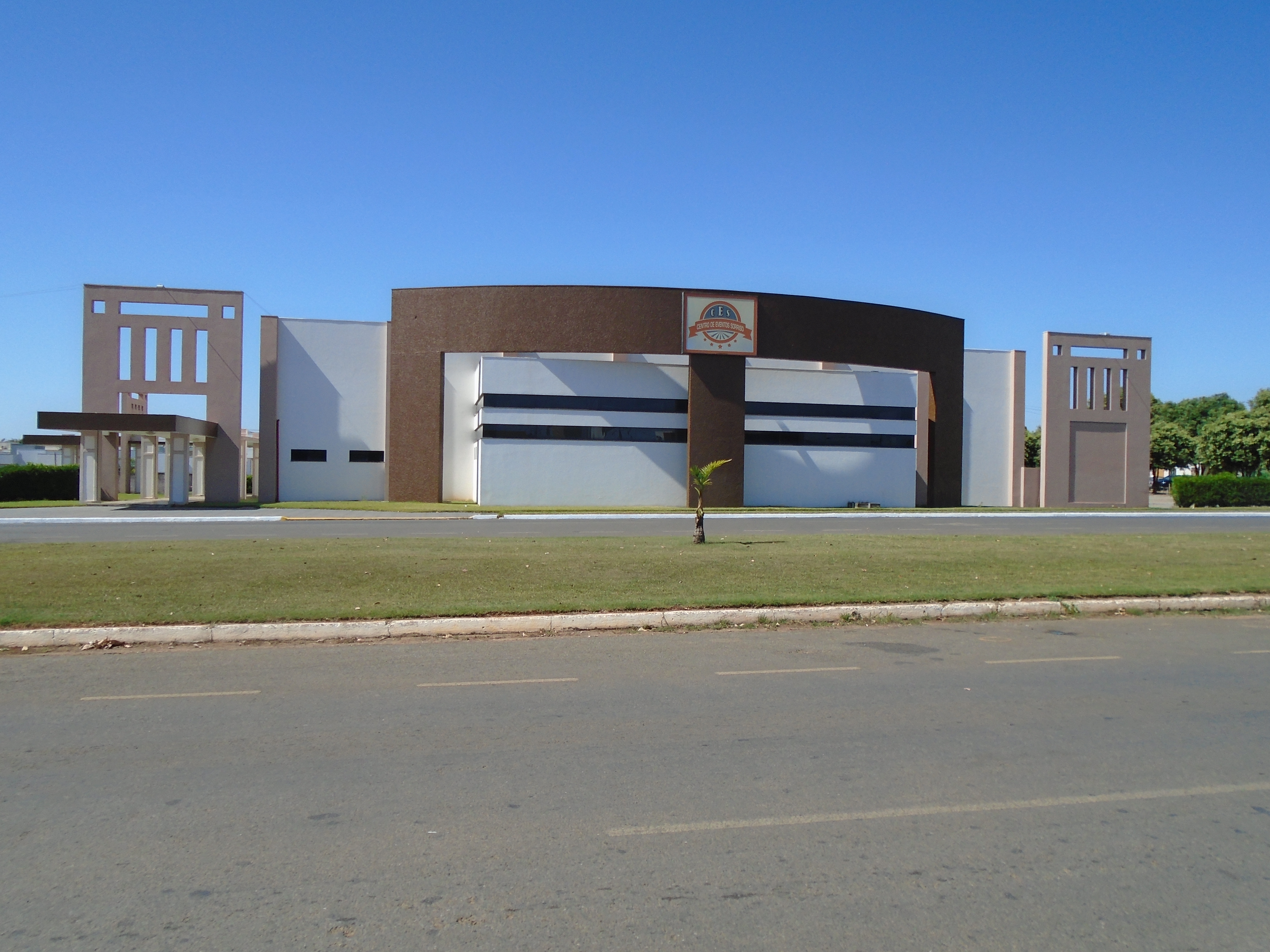
Centro de eventos de Sorriso.

Nos fins de semana, é comum ver pais levando as crianças para se banharem nas pequenas cachoeiras que se formam entre as pedras. Outros, aproveitam as águas geladas para a prática do mergulho.
Como forma de preservar o local, foi criada a Unidade de conservação do Salto Magessi.
Ainda nas águas do Teles Pires, todos os anos acontece o Festival de Pesca. O objetivo é estimular o potencial turístico da cidade e incentivar a prática da pesca esportiva.
Através do CTG Recordando os Pagos, a população participa de eventos como a Semana Farroupilha. Ainda no tradicionalismo podemos destacar também a participação do Centro de Tradições Nordestinas (CTN) na formação cultural dos sorrisenses. Anualmente, a cultura do Nordeste brasileira tem seu avivamento por meio da Festrilha Nordestina. A Festrilha é um evento que acontece tradicionalmente no mês de julho, tem a duração de quatro dias e reúne milhares de pessoas.
Na semana de aniversario de Sorriso - 13 de Maio, acontece o Rodeio Crioulo e a Exporriso, que movimenta a cidade com Shows, Negócios, Exposições de máquinas e animais e o Rodeio.

### Parque Ecológico Municipal "Claudino Frâncio (e sua Paisagem Sonora)
O Parque Ecológico Municipal "Claudino Frâncio" é um dos pulmões de Sorriso - MT, sendo localizado à Avenida dos Imigrantes, bairro Recanto dos pássaros, sendo que a Avenida lateral esquerda é a Mario Raiter, nos fundos a rua Bandeirantes e a direita a Rua dos Tuiuus. Ele contém 11,10 hectares de mata virgem, com uma diversidade muito grande de pássaros, animais como patos, gansos, macacos, peixes, lagartos. Nele há um bar que serve bebidas e petiscos diversos, dois parquinhos para crianças, um lago, um córrego que o corta internamente, tendo duas pontes, no interior do parque, que passam sobre esse córrego. Há varias trilhas de caminhada no interior do parque, bem como áreas de descanso, bancos e mesinhas para apreciar a paisagem visual e sonora deste lugar.

#### A Paisagem Sonora do Parque
A partir de uma pesquisa de Mestrado do Programa de Pós-graduação em Estudos de Cultura Contemporânea - ECCO da Universidade Federal de Mato Grosso, realizada pela professora Cilene Leite de Mello, intitulada como "A Paisagem Sonora do Parque Ecológico Municipal "Claudino Frâncio" vamos conceituar o termo paisagem sonora, para que seja compreendido pelos leitores:
Para Schafer “paisagem sonora é um ambiente sonoro, sejam ambientes reais ou construções abstratas, visto como um campo de estudo”. "... qualquer campo de estudo acústico. Podemos referir-nos a uma composição musical, a um programa de rádio ou mesmo a um ambiente acústico como paisagens sonoras. Assim, o parque ecológico municipal "Claudino Frâncio" foi o palco dessa pesquisa, onde foram coletadas 12 amostras de sons do local, através de gravações de áudio, entre os meses de abril a julho de 2021, como uma forma de caracterizar os sons desse ambiente, através de caminhadas aleatórias dentro dele.
Após a análise dessas gravações observamos que os sons mais presentes dentro desse parque foram: Naturais: vento sobre as arvores, águas do córrego e do lago, pássaros como (pica-pau, sanhaço, bico-de-brasa, maritaca, xorró, pardais, bem-te-vis, que foram identificados com ajuda de pessoas que tem conhecimento na área biológica). Também estão presentes nessa paisagem sonora, o sons de patos, macacos, lagartos rastejando sobre a folha e sons ao redor como cachorros latindo, gatos miando. Outro som bem presente no parque são os insetos: cigarras e grilos. Misturados a esses sons, denominados como sons da criação, por Schafer (2001) estão os sons humanos e ali foram observados os sons como vozes humanas: infantis e adultas sendo expressas através de falas, gritos, gemidos, tosse, expirros, respiração, murmúrios, pisadas nas folhas, nas pedras, nas cascas de árvores, no asfalto, na terra, que expressam a movimentação humana dentro do parque. Foram observados também alguns sons mecânicos dentro do parque como o chafariz no meio do lago e os irrigadores de gramas e outros nas construções aos redores como: equipamentos de construção - betoneira, motosserra, máquinas de cortar pisos, marteladas, serradeira, batidas em ferro. Há sons também de máquinas de combustão interna aos redores do parque como: motos, carros, caminhões, tratores. Foram identificados sons também como buzinas de carros e motos e sinalizadores de caminhões guinchos.
Estamos ressaltando aqui a importância da paisagem sonora de um local pelo fato da mesma ser um importante objeto de estudo para se identificar uma determinada cultura. Wulf (2007) ressalta que a função do ouvido é tão importante, ou talvez, até mais importante que a dos olhos dizendo que: " Enquanto a vista percebe apenas objetos que estão 'diante' dela, a orelha percebe sonoridades, tonalidades e timbres que se encontram atrás dela. Através do ouvido se desenvolvem o sentido e a consciência do espaço. A combinação do ouvido e do sentido do espaço, corresponde a implantação morfológica do sentido de equilíbrio na orelha. Com o ouvido, nós nos “localizamos” no espaço e garantimo-nos a estação de pé e o equilíbrio."
Nessa pesquisa, a autora, professora Cilene Leite de Mello, relata que: "muitos sons ouvidos e, até mesmo captados por gravações, estavam distantes do alcance dos meus olhos. Não pude ver a fonte de sua origem. Os pássaros, por exemplo, ouvi várias espécies, no entanto não pude vê-los propriamente. O próprio vento, é algo que só percebemos a presença dele pelo balançar das árvores, galhos, pelo toque em nosso rosto. Não precisamos argumentar muita coisa para entender que o alcance do ouvido é muito maior do que o da visão."

##### Caminhada Sonora
Os 12 (doze) áudios dos sons internos do parque Ecológico Municipal "Claudino Frâncio" foi feito através de caminhadas sonoras que é uma caminhada individual ou em grupo em que o foco da percepção está na escuta dos sons circundantes. Um exercício de escuta que nos ajuda a tomar consciência de nosso ambiente acústico imediato. É também sobre os prazeres estéticos de ouvir. Ouvir sons que, de outra forma, poderíamos ter perdido; ouvir o ritmo dos sons; ouvindo a 'voz' única de uma cidade. Trata-se de desfrutar da beleza sensitiva e da pura surpresa do som.)
"Uma caminhada sonora, como qualquer excursão, tem como objetivo principal ouvir o ambiente..." (McCartney, 2014, p. 7)
Essas 12 (doze) caminhadas foram feitas pela professora Cilene Leite de Mello nos meses de Abril a Agosto de 2021 nos períodos da manha e tarde e colocamos três amostras delas, ao lado, para serem apreciadas.
A Caminhada 1 (um) foi realizada no dia 18/04/2021 as 10:59 h tendo como duração 5’24’’ (cinco minutos e vinte e quatro segundos).
A caminhada 2 (dois) foi realizada no dia 28/06/2021 às 16:30h, com a duração de 6’58’’ (seis minutos e cinquenta e oito segundos).
A caminhada 3 (três) foi realizada no dia 05/07/2021, às 17:00h, com a duração de 15’30’’ (quinze minutos e trinta segundos).

### Biblioteca Pública Municipal Monteiro Lobato

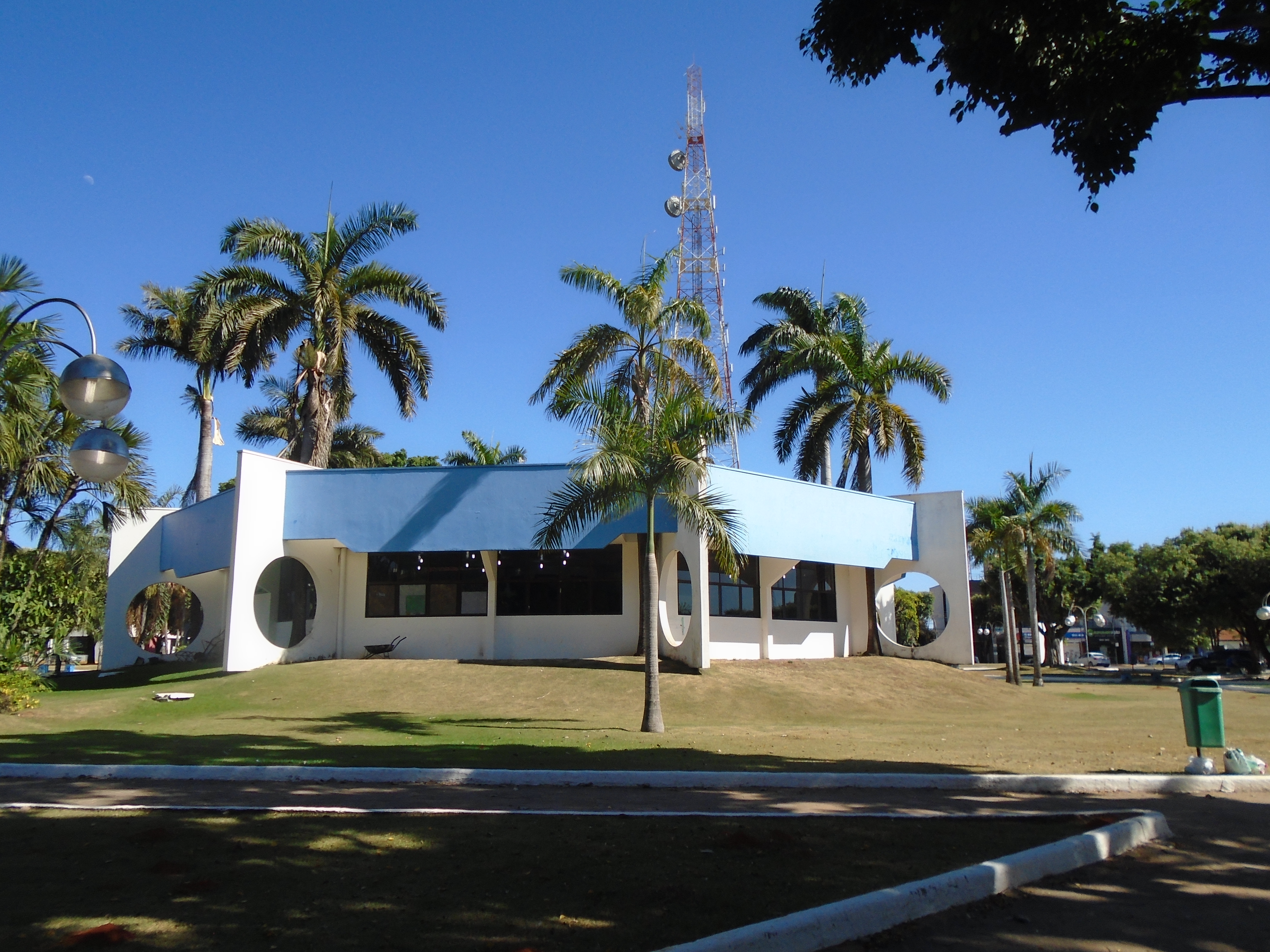
Vista do edifício da Biblioteca Pública Municipal Monteiro Lobato, em Sorriso.

Uma Biblioteca Municipal também é um dos lugares do turismo de uma cidade e no município de Sorriso uma das opções de cultura e lazer são encontradas na Biblioteca Pública Municipal Monteiro Lobato que fica localizada na Praça da Juventude, Avenida Natalino João Brescansin, 1.220, Centro, CEP 78890-000.

## Comunicações
A cidade possui as principais operadores de telefonia, móvel e fixa; provedores de internet banda larga; três emissoras de rádio; 6 canais abertos de televisão.
- Globo
- SBT
- Record
- Bandeirantes
- Rede TV
- Rede Vida